# アメリカ動物虐待防止協会

アメリカ動物虐待防止協会（アメリカどうぶつぎゃくたいぼうしきょうかい）はアメリカ合衆国ニューヨーク市に拠点を構える非営利団体。略称 ASPCA The American Society for the Prevention of Cruelty to Animals)。
活動理念として「動物虐待の防止のための効果的な手段を合衆国に提供する」ことを掲げている。英国動物虐待防止協会 (RSPCA) にならい、1866年4月6日にヘンリー・バーグが設立した。アメリカ合衆国のこの種の団体としては最古である。
世界各地に設立されている動物虐待防止協会 (Society for the Prevention of Cruelty to Animals; SPCA) の1つであるが、各SPCAの関係は協力関係であり、ASPCAは国際的なSPCAの下部組織ではなく、アメリカ各地のSPCA（そのいくつかはテレビ番組『動物警察』で有名）を下部組織とするわけでもない。
ASPCAは非営利団体であり、行政からの資金は一切受け付けていない。団体は全国の支援者からの寄付金によって運営されている。
管轄はニューヨーク州で、州法の動物虐待防止法に則っている。

## 警察部門の活動
活動期間は1866年～2013年。一般市民からの情報提供を受けて動物虐待などに対する捜査を行い、司法警察権を行使して被疑者を逮捕する権限も有していた 。危険を伴う捜査と判断された場合は地元警察に協力を要請していた。これらの取り締まりだけではなく、ペットの躾やカウンセリング、里親探し等の啓蒙活動にいたるまで幅広い活動が行われている。またアメリカ同時多発テロ事件においては被災地に取り残された動物を救助した。
しかし法執行官の数が少数なこと、それ故に対応能力の限界が低いことから、豊富な人員と市内拠点を有するニューヨーク市警察(NYPD)に業務を引き継ぐ形で警察部門の閉鎖を決定。活動最後の年となる2013年にはNYPDとの協力体制の強化及び対応を訓練を行い、2014年からはNYPDが当該業務を引き継いで行っている。